# Aprilia (przedsiębiorstwo)
Aprilia – włoski producent motocykli, jedna z 7 marek należących do Piaggio, 4. największy producent motocykli na świecie. Aprilia początkowo zajmowała się produkcją skuterów, z czasem zaczęła produkować również motocykle, skupiając się na maszynach sportowych, których wyczynowe wersje odnoszą wiele sukcesów w sporcie motorowym.

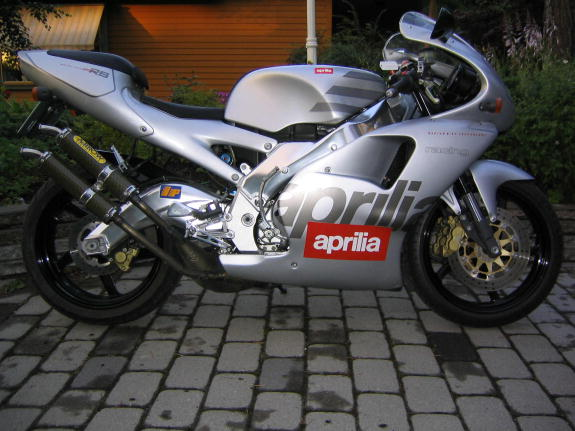
Aprilia RS 250

## Historia
Aprilia została założona zaraz po II WŚ przez Cavaliere Alberto Beggio w Noale, należącym do włoskiej prowincji Wenecja. Początkowo przedsiębiorstwo zajmowało się produkcją rowerów, aż do 1968 kiedy to syn Alberta, Ivano Beggio razem z kilkunastoma współpracownikami skonstruował pierwszy w historii przedsiębiorstwa motorower o pojemności 50 cm³. Pierwsze motorowery produkowane przez Aprilię nosiły nazwy Colibri i Daniela oraz produkowany od 1970 roku crossowy model Scarabeo. W 1974 powstał pierwszy cross z prawdziwego zdarzenia, którego prowadził Maurizio Sgarzani w kategorii kadetów. W 1977 roku Ivan Alborghetti z Mediolanu został motocrossowym mistrzem Włoch w klasach 125 cm³ i 250 cm³ jeżdżąc na maszynach Aprillii. W 1978 z 3 wygranymi wyścigami na koncie uplasował się na 6. pozycji Mistrzostw Świata w klasie 125 cm³.

### Wybrane modele
- Aprilia RS 250
- Aprilia Tuono 1000 R
- Aprilia RSV 1000 R

## Sukcesy firmy w wyścigach 1985-2007
1985: Firma debiutuje w klasie 250, z motocyklem z podwójną ramą ze stopów aluminium, widelcem Marzocchi i tylnym zawieszeniem złożonym z amortyzatorów i wahacza. Silnik z „leżącym” cylindrem pochodził od austriackiej firmy Rotax. Pierwszy wyścig Aprillii odbył się 23 marca w Kyalami w RPA, na którym Loris Reggiani zajął w wyścigu 12. pozycję. W toku mistrzostw Aprilia i Reggiani potwierdzili swój potencjał zajmując 4. miejsce w Mugello oraz 3. na torach Imola i Rijeka. Ostatecznie z 44 pkt Reggiani zajmuje 6. miejsce w mistrzostwach, dzięki czemu Aprilia kończy sezon na pozycji 3. w klasyfikacji konstruktorów.

1986: Po sukcesie w sezonie 1985, rozwój Aprillii 250, która otrzymała nazwę AF1, został zatrzymany po poważnym wypadku drogowym Reggianiego. Na miejsce zawodnika z Forli (który w tym sezonie wrócił na tor tylko w Hiszpanii) przyszli Manfred Herweh i Stefano Caracchi. Motocykl nie był konkurencyjny w stosunku do oponentów i tylko Herwehowi udało się zdobyć 7. przez co uplasował się na dalekiej 19. pozycji w mistrzostwach, Aprilia natomiast zajęła miejsce 7. w klasyfikacji producentów.

1987: Po porażce poprzedniego sezonu AF1 został poddany modyfikacjom. Zmieniono ramę, tylne zawieszenie razem z widelcem, zmieniono zapłon silnika na elektroniczny. Po drobnych problemach z niezawodnością w pierwszych wyścigach, Loris Reggiani zajął 2. miejsce na torach Salzburg i Rijeka. Mimo tego, że maszyna świetnie się sprawowała, Reggiani prowadząc w Donington wycofał się z powodu zbyt ciasnego kombinezonu, natomiast w Anderstorp na jednym z ostatnich okrążeń zatarł się silnik. W końcu 30 sierpnia Reggiani wygrał w Misano, mając 8 sekund przewagi nad drugim Cadalorą. Było to pierwsze zwycięstwo włoskiego kierowcy na włoskim motocyklu w klasie 250, od 1979, kiedy to Graziano Rossi wygrał na Morbidelli. 68 zdobytych punktów umożliwiło powtórzenie wyników z debiutanckiego sezonu, czyli miejsca 3. i 6. odpowiednio dla Aprilii i Reggianiego.

1988: Sezon przejściowy dla teamu Aprilia, o ile wcześniejsze maszyny były zdecydowanie konkurencyjne, to nowy oficjalny motocykl, z nowo zaprojektowanym przez Aprilię silnikiem (stąd nowa nazwa, AF/1V), nie mógł dotrzymać kroku japońskim konkurentom i najlepszym wynikiem Reggianiego było 4. miejsce w Brnie. Z kolei FMI, włoski związek motocyklistów wystawił do wyścigów pół-oficjalnie kolejnego kierowcę Aprilii, Bruno Casanovę. Sezon '88 był także pierwszym sezonem dla Italia Team Aprilia w klasie 125, gdzie Corrado Catalano 24 lipca stanął na podium we Francji, oraz wykręcił najlepszy czas na torze w dawnej Jugosławii.
| Klasa | Kierowca | Liczba pkt. | Miejsce |
| ----- | -------- | ----------- | ------- |
| 250   | Reggiani | 44          | 13.     |
|       | Auinger  | 31          | 16.     |
|       | Casanova | 17          | 23.     |
|       | Neumair  | 5           | 35.     |
| 125   | Catalano | 36          | 13.     |

| Klasa | Liczba pkt. | Miejsce |
| ----- | ----------- | ------- |
| 250   | 128         | 3.      |
| 125   | 36          | 5.      |

1989
Skład na sezon '89 przedstawiał się następująco, oficjalni kierowcy fabryczni Didier de Radigues i Ivan Pallazzese oraz półoficjalnie występujący Manfred Wimmer i Carlos Lavado. Na początku sezonu najlepsze wyniki osiągał kierowca testowy Marcellino Lucchi, któremu udało się osiągnąć 6. pozycję w Misano. Oficjalny kierowca Ivan Pallazzese uległ śmiertelnemu wypadkowi na Hockenheim. Zdecydowanie więcej powodów do radości Aprilia miała przy okazji 3. miejsca Wimmera w Salzburgu oraz świetnej jazdy Andrea Borgonovo, dzięki której był wśród czołówki podczas Mistrzostw Europy. W klasie 125 doskonale radził sobie Fausto Gresini, regularnie zajmując wysokie pozycje.
| Klasa | Kierowca    | Liczba pkt. | Miejsce |
| ----- | ----------- | ----------- | ------- |
| 250   | Wimmer      | 62          | 10.     |
|       | de Radigues | 51          | 12.     |
|       | Lavado      | 31          | 17.     |
|       | Colleoni    | 21          | 21.     |
|       | Pallazzese  | 19          | 22.     |
|       | Eckl        | 18          | 24.     |
|       | Lucchi      | 17          | 25.     |
|       | Bronec      | 11          | 27.     |
|       | Ricci       | 8           | 32.     |
|       | Rota        | 6           | 34.     |
|       | Preining    | 4           | 38.     |
| 125   | Gresini     | 102         | 5.      |
|       | Casanova    | 20          | 19.     |
|       | Debbia      | 3           | 38      |

| Klasa | Liczba pkt. | Miejsce |
| ----- | ----------- | ------- |
| 250   | 7           | 7.      |
| 125   | 104         | 4.      |

1990: W tym roku dział wyścigowy Aprilii został całkowicie odnowiony. Motocykle zostały powierzone zewnętrznym teamom mogącym liczyć na pełne wsparcie producenta. Kierowcami byli Lavado, Wimmer, De Radigues i Reggiani. Wimmer zajął 2. miejsce w Rijece i Salzburgu, de Radigues w Spa uzyskał także 2. miejsce, Reggiani był 3. w Le Mans, podczas gdy holenderski kierowca van de Heijden odniósł sukces w Mistrzostwach Europy. W klasie 125, w barwach Italia Team jeździli Alessandro Gramigni i Gabriele Debbia, ich 125tki były zdecydowanie szybsze i konkurencyjne niż maszyny oponentów.
| Klasa | Kierowca    | Liczba pkt. | Miejsce |
| ----- | ----------- | ----------- | ------- |
| 250   | Wimmer      | 118         | 6.      |
|       | de Radigues | 66          | 12.     |
|       | Reggiani    | 63          | 13.     |
|       | Lavado      | 37          | 15.     |
|       | Lucchi      | 23          | 19.     |
|       | Morillas    | 20          | 20.     |
|       | Colleoni    | 17          | 21.     |
|       | Eckl        | 13          | 23.     |
|       | Catalano    | 10          | 26.     |
|       | Borgonovo   | 9           | 28.     |
|       | Rota        | 8           | 30.     |
|       | Haenggeli   | 4           | 38.     |
| 125   | Gramigni    | 84          | 9.      |
|       | Debbia      | 55          | 12      |

| Klasa | Liczba pkt. | Miejsce |
| ----- | ----------- | ------- |
| 250   | 154         | 3.      |
| 125   | 96          | 3.      |

1991: Motocykl na ten sezon został gruntownie przebudowany. Zmiany objęły układ ogrzewania, chłodzenia, zapłon i gaźniki, a rama posiada dużo elementów z włókna węglowego. Zmieniono nazwę z AF1 na RS250V. Nowe maszyny ujeżdżali Loris Reggiani oraz Pierfrancesco Chili z zewnętrznego teamu. Nowy motocykl okazał się świetny, Reggiani był 3. na Laguna Seca i Jerez, a Chili na Misano. Kiedy Chili wygrał na torze Assen, na „rewanż” Reggianiego nie trzeba było długo czekać, właściwie natychmiast powtórzył jego rezultat na Paul Ricard, za to Massimiliano Biaggi wygrał Mistrzostwa Europy w klasie 250. Rok '91 przyniósł również sukcesy w klasie 125, za sprawą Allesandro Gramigni, który w Czechosłowacji pokonał Debbię i Capirossiego w walce o pierwsze miejsce.

| Klasa | Kierowca            | Liczba pkt. | Miejsce |
| ----- | ------------------- | ----------- | ------- |
| 250   | Reggiani            | 128         | 6.      |
|       | Chili               | 107         | 7.      |
|       | Preining            | 60          | 11.     |
|       | Eckl                | 22          | 18.     |
|       | Colleoni            | 19          | 20.     |
|       | Haenggeli           | 15          | 21.     |
|       | Korpiaho            | 8           | 26.     |
|       | Biaggi              | 7           | 27.     |
|       | Lucchi              | 5           | 29.     |
|       | Protat              | 4           | 33.     |
|       | J. van de Goorbergh | 2           | 37.     |
|       | Kassner             | 1           | 38.     |
| 125   | Debbia              | 111         | 4.      |
|       | Gramigni            | 90          | 7.      |
|       | Petrucciani         | 13          | 23.     |